# Hebecephalus creinus
Hebecephalus creinus är en insektsart som beskrevs av Bryan Patrick Beirne 1954. Hebecephalus creinus ingår i släktet Hebecephalus och familjen dvärgstritar. Inga underarter finns listade i Catalogue of Life.